# بريور ليا
بريور ليا هو محامي وسياسي أمريكي، ولد في 31 أغسطس 1794 في مقاطعة كنوكس في الولايات المتحدة، وتوفي في 14 سبتمبر 1879 في غوليد في الولايات المتحدة. نشط حزبياً في ديمقراطية جاكسونية والحزب الديمقراطي. وقد انتخب عضو مجلس ولاية تكساس ‏ وانتخب عضو مجلس النواب الأمريكي ‏.